# Fort de Vanves
Koordinaten: 48° 48′ 42″ N, 2° 17′ 22″ O

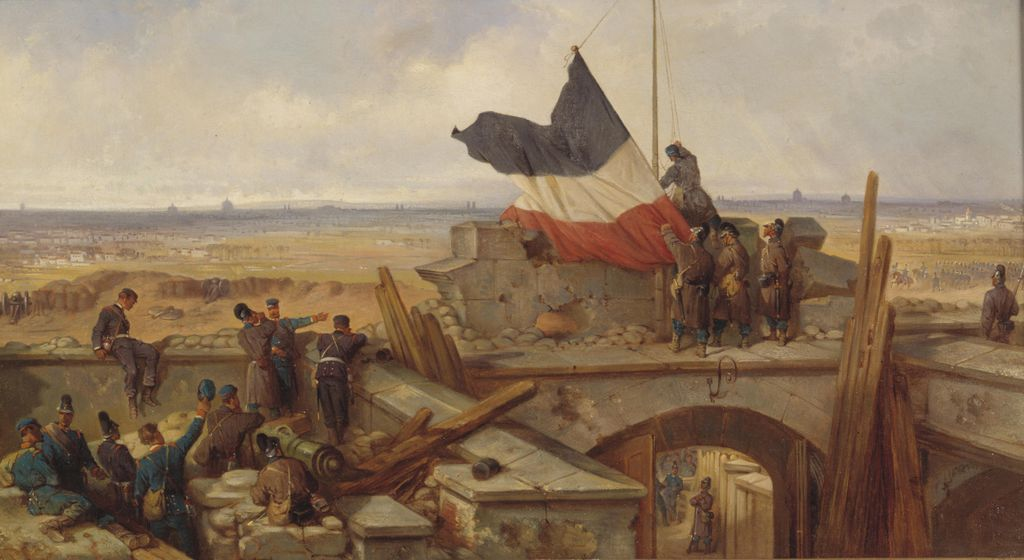
Eugen Adam: Aufhissen der deutschen Fahne auf dem Fort Vanves vor Paris, gemalt 1878

Das Fort de Vanves ist eines der 16 Einzelforts der Thiersschen Stadtbefestigung von Paris, die seit den 1840er Jahren die Stadt schützen sollte.

## Geschichte
Das Fort wurde im Jahre 1840 auf dem Gemeindegebiet von Vanves im heutigen Département Hauts-de-Seine errichtet. Die von Adolphe Thiers initiierte Errichtung der Stadtbefestigung lag ringförmig um die neueren Viertel von Paris, die außerhalb der alten Zollmauer Mauer der Generalpächter (Mur d'octroi) entstanden waren. Es liegt heute ca. 3,6 km südlich der früheren Zollmauer in der Stadt Malakoff (früher: Châtillon-sous-Bagneux), die 1883 von Vanves abgetrennt wurde.
Im Jahre 1848 diente das Fort de Vanves als Gefängnis für Hunderte von Arbeitern, welche sich beim Juniaufstand 1848 nach der Schließung der Nationalwerkstätten mit der Forderung nach „Arbeit und Brot“ erhoben hatten. Ihr Aufstand wurde blutig niedergeschlagen. Die Arbeiter und ihre Anführer warteten im Fort monatelang auf ihre Prozesse, die häufig mit Todesurteilen oder Verbannung auf entlegene Inseln im Pazifik abgeschlossen wurden.
Das Fort de Vanves war im Deutsch-Französischen Krieg 1870/71 Ausgangspunkt zweier Ausbruchsversuche der in Paris eingeschlossenen französischen Einheiten. Am 19. September 1870 gelang der Vorstoß zwischen den Forts von Montrouge und Vanves nicht. Die deutschen Gegner wehrten diesen Angriff von größtenteils neu ausgehobenen Pariser Truppen im Gefecht bei Sceaux ab. In den nächsten Wochen wurde dieser Frontabschnitt von den preußischen und bayerischen Belagerern erheblich verstärkt, befestigt und mit Artillerie besetzt. Die Gefecht von Châtillon vom 13. Oktober 1870 begann um 8.00 Uhr morgens mit einer Kanonade durch französische Artillerie des von dem 5. Königlich Bayerischen Infanterie-Regiment vor Châtillon gehaltenen Abschnitts. Die herbeigeführten deutschen Einheiten vereitelten jedoch den Ausbruchsversuch.
Im Januar 1871 wurde das Fort de Vanves von den Deutschen eingekesselt und beschossen. Die Besatzung ergab sich jedoch erst am 28. Januar 1871, dem Tag der Kapitulation von ganz Paris.
Das große Eingangstor des Forts ist heute noch vorhanden und mit einem Eisenportal verschlossen.

## Heutige Nutzung
Das Areal hat heute keine militärische Bedeutung mehr, ist jedoch Sitz der Führung der Reservistenvereinigung Frankreichs CSRM.
Ferner sitzt dort die Direction de la protection et de la sécurité de la défence (DPSD), die mit der Gegenspionage betraute Organisation der französischen Streitkräfte.